# Andreas Breynck
Andreas Wilhelm Breynck, gelegentlich auch Breynk geschrieben (*  26. September 1888 in Duisburg; † 12. Juli 1957 in Schwelm), war ein deutscher Fußballspieler und Olympiateilnehmer in der Leichtathletik.

## Spielerkarriere

### Vereine
Breynck gehörte Preußen Duisburg an, für den er von 1908 bis 1911 in den vom Westdeutschen Spiel-Verband organisierten Kreismeisterschaften im Bezirk Ruhr Punktspiele bestritten hatte. Nachdem der Verein sich zur Saison 1907/08 vom Spielbetrieb zurückgezogen hatte, gewann er in der Folgesaison mit der Mannschaft die Bezirksmeisterschaft und nahm infolgedessen an der Endrunde um die Westdeutsche Meisterschaft teil. Das erreichte Endspiel am 3. April 1909 ging jedoch mit 2:3 gegen den München-Gladbacher FC 94 verloren.
Seine letzten beiden Spielzeiten hatte er im Rheinbezirk Nord/Ruhr bzw. in der Gruppe West des Rheinbezirk Nord/Ruhr bestritten. 1911 beendete er seine Fußballerkarriere und wanderte nach Südrussland aus.

### Nationalmannschaft
Am 16. Mai 1910 bestritt er sein einziges Länderspiel, dem ersten gegen eine Nationalmannschaft Belgiens. Breynck war – wie auch Alfred Berghausen, Peco Bauwens und Lothar Budzinski-Kreth,  die das Spiel verfolgen wollten – kurzfristig von der Zuschauertribüne auf den Platz berufen worden, weil die Mannschaft mit nur sieben Spielern angereist war. Das Spiel vor 8.000 Zuschauern in Duisburg, in das er für Peco Bauwens in der 55. Minute eingewechselt wurde, ging unter diesen Umständen mit 0:3 verloren.

## Leichtathletikkarriere
Als Leichtathlet nahm Breynck 1908 an den Olympischen Spielen in London teil, wo er im White City Stadium über 800 und 1500 Meter jeweils im Vorlauf ausschied. 1906 und 1909 wurde er jeweils Zweiter der Deutschen Meisterschaften über 1500 Meter, 1909 wurde er ebenfalls Zweiter über 400 Meter. 1908 blieb er als erster Deutscher im 1000-Meter-Lauf unter 2:40 Minuten, als er den deutschen Rekord auf 2:37,0 min verbesserte.

## Nach der Sportkarriere
Breynck war seit 1921 Prokurist bei einer holländischen Reederei in Rotterdam. Zum 1. Mai 1936 trat er der NSDAP bei (Mitgliedsnummer 3.722.612), wurde aber zum 1. April 1940 wegen Unterschlagung ausgeschlossen.